# 컴퓨터
- 초기 진공관 컴퓨터 (에니악)
- 메인프레임 컴퓨터 (IBM 시스템 360)
- 스마트폰 (LYF 워터 2)
- 데스크톱 컴퓨터 (IBM 씽크센터 S50 + 모니터)
- 비디오 게임 콘솔 (닌텐도 게임큐브)
- 슈퍼컴퓨터 (IBM 서밋)

컴퓨터(영어: computer, 문화어: 콤퓨터, 콤퓨타, 순화어: 전산기(電算機), 셈틀)는 방대한 정보(데이터)를 저장하고 검색하고 처리하는, 프로그래밍이 가능한 정보 처리 시스템, 전자적 기계 장치 또는 자동으로 계산(연산)을 수행하고 기계장치(machines)들을 제어하는 전자 기기다. 프로그램을 사용해 정보를 입 · 출력하고 계산(산술 또는 논리셈)을 자동으로 수행한다. 텍스트, 그래픽, 심벌(특수 문자나 부호), 사운드 등을 처리하도록 프로그래밍하는 범용장치(programmable machine)다. 전자회로와 이진법을 이용하여 프로그램과 정보를 전자적 형태로 저장하고 빠르게 계산(compute)하고, 입력된 데이터를 정해진 과정(프로그래밍)에 따라 처리하고 정보로 출력하고 제어한다. 수식이나 논리적 언어로 표현한 일련의 산술 연산이나 논리 연산, 관계 연산을 자동적으로 수행하거나 입력한 데이터를 가공(저장)하고 처리된 데이터를 유용한 정보로 출력한다. 사전에서 찾을 수 있는 위와 같은 정의는 정확하지만 가리키는 범위가 너무 넓어 이전의 컴퓨터와 현재의 컴퓨터 그리고 미래의 컴퓨터를 쉽게 설명하기는 어렵다. 더 의미있는 질문은 '컴퓨터의 종류에는 어떤 것들이 있는가?' 아니면 '현재의 컴퓨터의 성능과 특별한 기능은 무엇인가?'일 것이다.
파스칼은 세무사였던 아버지의 작업을 도우려고 덧셈과 뺄셈을 자동으로 수행하는 기계식 계산기를 고안했다. 1950년대 초에 '컴퓨팅 머신'(computing machine)이라는 말이 전산기를 지칭하는 단어로 쓰였다. 마침내, 더 짧은 '컴퓨터'라는 말이 컴퓨팅 머신을 대체했다. 본래, 산술은 수학적인 문제와 밀접하게 연관되어 있지만, 현대 컴퓨터들은 값이 싸지고 용도가 다양해짐에 따라, 수학과는 관계 없는 많은 일에도 쓰인다.

## 어원

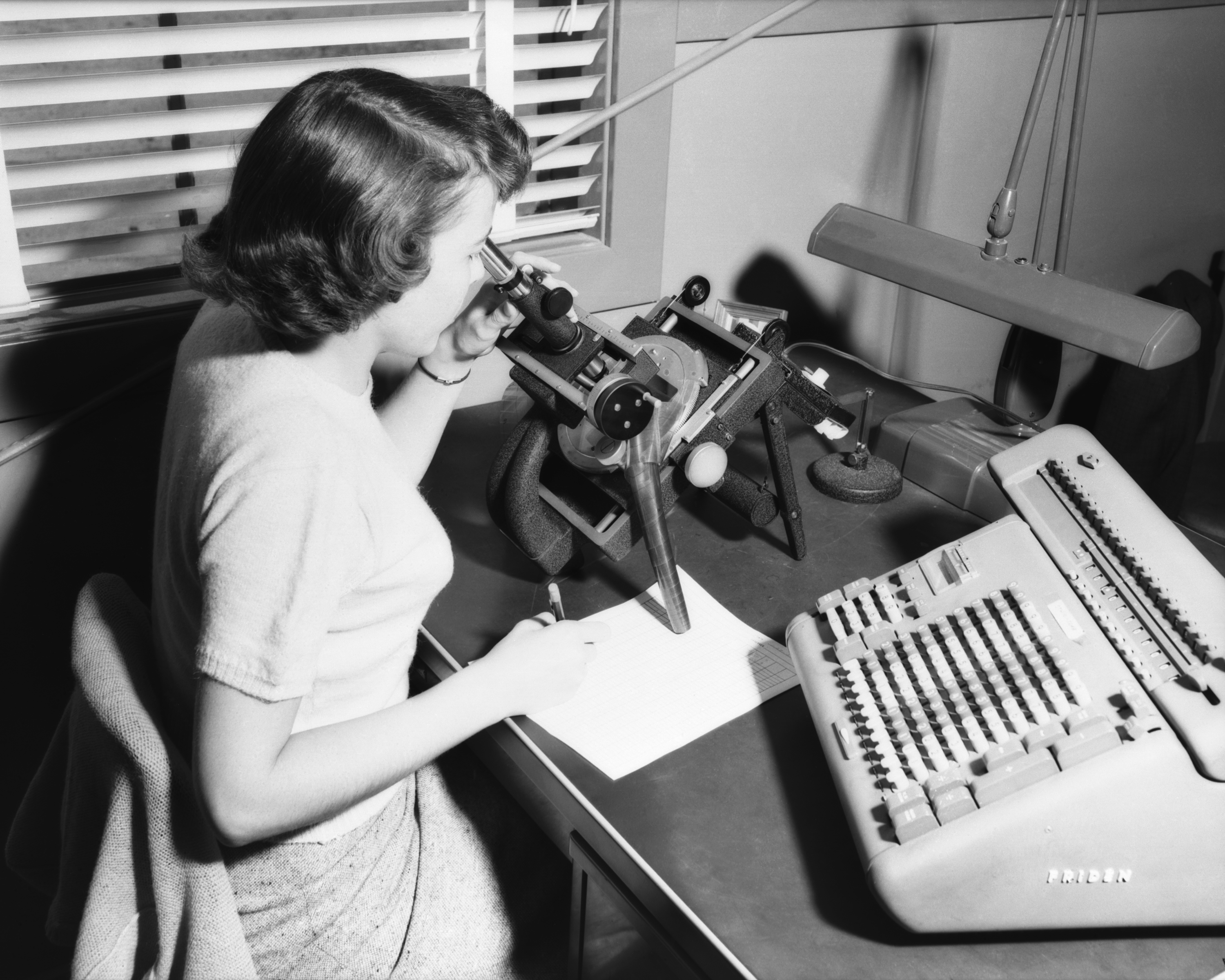
현미경과 계산기를 갖춘 인간 컴퓨터, 1952년

'컴퓨터'(computer)라는 명칭의 유래는 먼저 계산한다는 뜻의 라틴어 '콤푸타레'(computare)에서 유래했다. 이 단어의 어근은 '콤'(com)과 '푸투스'(putus)로 '함께'(com)와 '생각하다'(putus)의 합성어이다. 영어로는 calculate 또는 estimate로 번역되며, '생각을 정리하며 수식을 따라 계산하는 것 또는 계산하는 사람을 의미한다. '컴퓨터'라는 말의 의미는 시대에 따라 변화했다. 과거에는 기계적인 도움의 유무에 관계없이 수학 계산을 수행하는 사람을 가리키는 말로 사용하였다. 현재에는 기계를 의미하는 경우가 더 많지만 여전히 수학 계산하는 사람으로도 사용한다. ODE2 목록에 따르면 1897년에 처음으로 기계적 계산을 수행하는 기계를 일컫는 말로 사용되었다. 1946년까지 여러 수식어가 소개되었는데, 이것들은 여러 종류의 컴퓨터를 구별하기 위한 것들이었다. 이 수식어들은 아날로그, 디지털을 포함하고 있다. 
한국어로의 순화어로는 셈을 하는 틀이라는 셈틀이 있다.

## 컴퓨터의 기능
전자회로를 이용하여 자동적으로 계산이나 데이터를 처리하는 기계로 프로그래밍이 가능하다. 입력자료를 받아들여 처리하고 그 정보를 저장하고 검색하여 결과를 출력하는 일을 하며 다른 기계들을 제어(control other machines)하기도 한다. 아날로그형과 디지털형이 있으나 1960년 이후로는 거의 디지털형만이 이용된다. 컴퓨터는 여러 가지 명령어로 구성된 프로그램의 지시에 따라 입력한 데이터를 분석·처리하여, 그 결과를 사용자에게 제공한다. 그러나 컴퓨터가 하나의 업무를 처리하기 위해서는 입력·제어·기억·연산·출력 등의 다섯가지 장치가 서로 밀접하게 연관되어야만 종합적인 기능을 수행할 수 있다.

### 입력
프로그램을 컴퓨터 내부의 메모리로 읽어들이는 입력 장치의 기능이다.

### 제어
프로그램의 명령을 하나씩 읽고 해석하여, 모든 장치의 동작을 지시하고 감독·통제하는 기능이다. 제어 기능은 컴퓨터에서 가장 핵심적인 기능으로 이러한 제어 기능이 있기 때문에 컴퓨터는 자동성을 갖는다. 제어 기능은 중앙 처리 장치(CPU)의 제어부에서 담당한다.

### 기억 및 저장
입력 장치로 읽어들인 데이터나 프로그램, 중간 결과 및 처리된 결과를 기억하는 기능으로서 중앙 처리 장치의 주기억 장치와 보조 기억 장치에 갖추어져 있다. (HDD (SSD)와 RAM 이 여기에 속한다.)

### 연산
기억된 프로그램이나 데이터를 꺼내어 산술이나 논리셈따위를 하는 기능으로서 중앙처리장치(CPU)의 연산부에서 담당한다.

### 출력
프로그램의 결과를 빛, 화면, 소리, 잉크 등의 수단으로 출력하는 장치의 기능이다. (모니터, 프린터, 플로터 등이 여기에 속한다.)

## 역사
고대로부터 주판을 비롯해 계산을 돕는 많은 도구들이 있었다. 중세에 들어와서는 유럽과 서남아시아 지역에서 천체의 움직임을 예측하거나 낮과 밤의 길이를 계산하기 위한 정밀한 기계식 계산기가 발명되었으나, 천체 관측 외의 계산에는 사용할 수 없었다.
1623년 독일의 학자 빌헬름 시카르트가 6자리 숫자의 덧셈과 뺄셈을 수행할 수 있는 최초의 기계식 계산기를 발명하였다. 최초의 기계식 계산기 모델은 제작 도중 화재로 소실되었으나, 두 번째 모델은 사용법을 담은 편지와 함께 시카르트의 친구였던 천문학자 요하네스 케플러에게 보냈다. 시카르트의 기계식 계산기는 천체운동을 당시 천문학 수준에 비해 훨씬 정확하게 계산하는데 도움을 준 것으로 추정된다.
1642년에 당시 19세였던 블레즈 파스칼이 10진수의 덧셈과 뺄셈을 계산할 수 있는 기계식 계산기를 발명하여 약 20대를 제작하였고, 1672년 고트프리트 빌헬름 라이프니츠는 이 계산기를 곱셈과 나눗셈이 가능한 기계로 개선하였다. 라이프니츠는 또한 현대 디지털 컴퓨터의 핵심적인 부분이 된 이진법을 고안하였다.
1822년 영국 수학자 찰스 배비지는 다항 함수와 로그 함수, 삼각함수 등을 계산할 수 있는 기계식 계산기인 차분기관을 설계하였으나, 당시의 기술로는 비용이 너무 비싸 이 기계의 실물은 1855년에 이르러서야 제작되었다. 한편 배비지는 1835년에 그의 차분기관을 보다 발전시킨 해석기관을 설계하였으나, 당시 기술로는 기계의 제작이 너무 복잡하고 부품을 제작하기가 어려워 이 기계의 실물은 만들어지지 않았다. 비록 설계뿐이지만 많은 학자들은 해석기관을 최초의 프로그래밍 가능한 컴퓨터로 인정하고 있다.
1936년 현대 컴퓨터 과학의 아버지라 불리는 영국의 수학자 앨런 튜링은 튜링 기계라는 수학적 개념을 고안하여 알고리즘과 계산에 관한 이론적 기초를 정립하였다. 그는 알려진 모든 수학적 개념과 계산 과정을 튜링 기계를 통해 나타낼 수 있음을 증명하였다. 인간에게 알려진 모든 계산 기계는 계산 속도의 차이가 있을 뿐 모두 튜링 기계와 같거나 약한 계산 능력을 가진다.
1937년 벨 연구소에서 일하고 있던 미국의 수학자이자 물리학자 조지 스티비츠는 이진법을 사용하는 최초의 전자식 디지털 계산기를 개발하였다. 1939년에는 선형대수학의 문제를 풀기 위해 개발된 전자식 디지털 컴퓨터인 아타나소프-베리 컴퓨터가 개발되었으나 다른 용도로 프로그래밍할 수 없었으므로 다른 목적으로 사용할 수는 없었다.
한편, 1941년 독일의 공학자 콘라드 추제는 천공 카드로 프로그래밍할 수 있는 최초의 전자/기계식 컴퓨터인 Z3를 개발하였다. 그러나 콘라드 주제는 당시 적국이었던 미국이나 영국 과학자들과 거의 교류가 없었고 Z3의 실물 또한 2년 후 연합군의 폭격으로 파괴되었기 때문에 그의 업적은 독일 바깥에는 오랫동안 알려지지 않았다. 프로그래밍이 가능한 최초의 전자식 디지털 컴퓨터는 2차 대전 당시 독일의 암호를 해독하기 위해 설계된 영국의 콜로서스였다. 그러나 이 컴퓨터의 존재는 1급 비밀이었으므로 1970년대까지 일반인에게는 알려지지 않았다.
이러한 이유로 1946년에 미국에서 개발된 에니악(ENIAC)은 오랫동안 최초의 프로그래밍 가능한 범용 컴퓨터로 알려져 있었다. 에니악은 18,000개의 진공관을 이용하여 무게가 30톤에 이르렀고, 가격은 50만 달러(최근 대한민국 물가로 약 70억원)에 달했기 때문에, 포탄의 궤적을 계산하거나 수소폭탄의 폭발을 예측하는 등 주로 정부에서 군사적 목적으로 이용되었다.
한편 1945년 미국의 컴퓨터 과학자 존 폰 노이만은 프로그램을 기억장치에 내장하는 방식의 컴퓨터를 제안하였고 그의 제안을 바탕으로 EDVAC이 설계되었으나 특허권 문제로 개발이 늦어졌다. 그리하여 1949년 EDVAC의 설계를 발전시킨 EDSAC이 최초로 프로그램 내장방식과 이진법을 채택한 디지털 컴퓨터가 되었다.
1970년대 말부터 개인용 컴퓨터(PC)가 보편화되기 시작했다. 1990년대 이후로 18개월에서 24개월을 주기로 성능이 두 배씩 향상되는 폭발적인 발전이 있었다.

### 대한민국의 컴퓨터 도입 역사
한국은 1967년 경제기획원이 IBM 1401 컴퓨터를 도입하여 인구조사결과를 컴퓨터로 처리한 것을 시작으로 컴퓨터를 다방면에 널리 사용되게 되었다.

### 컴퓨터의 대중화 배경
1980년대 IBM사의 대형컴퓨터 위주였던 컴퓨터 시장은 MS사가 개발한 윈도우 제품의 성공으로 컴퓨터의 대중화가 시작되었다. 그 뒤로 개인용 컴퓨터의 수요는 대형컴퓨터 시장 수요를 추월하게 되었다. 즉 컴퓨터의 대중화를 가능하게 한 주요 배경은 성능의 우수성과 저가격화, 그리고 소프트웨어의 발전이라 할 수 있다.

## 분류

### 일반 분류
- 마이크로컴퓨터
- 미니컴퓨터
- 워크스테이션
- 대형 컴퓨터
- 슈퍼컴퓨터
- 메인프레임
- 개인용 컴퓨터 (PC)
- 노트북 컴퓨터
- 개인 정보 단말기 (PDA)
- 착용형 컴퓨터

### 규모에 따른 분류
| 크기                      | 형태                                           | 비고                         |
| 임베디드(내장형)컴퓨터    | 아두이노, 웨어러블 컴퓨터                      |                              |
| 초소형저전력pc            | 라즈베리파이, 오드로이드, 스마트폰             | 사이즈9cm x 6cm 전후, 전력5v |
| 데스크톱(탁상용)          | 워크스테이션, 개인용 컴퓨터(PC), 노트북 컴퓨터 |                              |
| 대형 슈퍼컴퓨터 및 서버급 | 슈퍼컴퓨터, 서버급 컴퓨터                      |                              |

### 제조 기술에 따른 분류
- 직렬 컴퓨터 (Serial Computer)
- 병렬 컴퓨터 (Parallel Computer)

### 수행 능력에 따른 분류
- 범용 컴퓨터(general-purpose computers)
- 특수 목적 컴퓨터(special-purpose computers): POS 터미널, 게이밍 콘솔, 게이밍 PC 등.
- 단일 목적 컴퓨터(single-purpose computers)

### 운영 체제에 따른 분류
운영 체제의 종류에 따라 사용자가 이용할 수 있는 프로그램의 종류가 크게 달라지고 이용 방식 또한 달라지므로, 운영 체제에 따른 분류가 실용적인 분류로 자주 사용된다.
- 윈도우
- 매킨토시
- 유닉스
- 리눅스

## 구성
크게 논리적 지시 사항인 소프트웨어(S/W; Software)와 물리적 장치인 하드웨어(H/W; Hardware)로 나눌 수 있으며, 컴퓨터의 하드웨어는 중앙 처리 장치(CPU)와 주기억 장치(RAM) 및 입력 장치(키보드, 마우스 등), 출력 장치(모니터, 프린터 등), 그리고 주변 기기 들로 이루어져 있다.

## 구성 품목

### 메모리
컴퓨터 메모리(Computer Memory)는 읽을 수만 있는 롬과 읽고 쓸 수 있는 램으로 나뉜다. 롬에는 주로 컴퓨터가 가장 기본적인 작업을 수행할 수 있는 프로그램, 곧 펌웨어가 저장되어 있다. 컴퓨터 전원을 켜면, 컴퓨터는 롬에 저장된 프로그램에 따라서 명령을 수행한 뒤, 나머지 운영 체제에 관련된 프로그램을 다른 저장 매체에서 메인 메모리로 올려 놓은 다음 실행한다.
또, 사용자가 프로그램을 수행할 때에도 운영 체제는 프로그램을 램에 올려서 명령을 수행하며, 옛 결과물을 잠깐 동안 램에 저장한다. 작업을 마치면 그 결과물을 오랫동안 보관하기 위해 다시 외부 메모리에 저장한다.

### 중앙처리장치
중앙 처리 장치(CPU; Central Processing Unit, MPU; Microprocessor Unit)는 메인보드 안에 상주하며 메인 메모리에서 읽어온 데이터를 처리한다. 컴퓨터의 핵심 부품이라고 할 수 있다.

### 입출력 장치
입출력 장치(I/O Device Input & Output Device)는 입력 장치와 출력 장치로 나뉜다. 키보드, 마우스, 스캐너와 같은 컴퓨터에 어떤 데이터를 입력하게 해주는 장치를 입력 장치라고 하며 프린터, 모니터와 같이 컴퓨터에서 처리한 결과를 화면이나 종이 같은 매체로 출력하는 장치를 출력 장치라고 한다.

### 명령어/함수
- 원래는 0과 1로 이루어진 기계어만 인식한다.
- 그러나 사람들은 코볼이나 C++등 여러 가지 프로그래밍 언어들을 개발하여 기계어로 번역하는 프로그램의 개발에 성공했다.

### 구조
내부에는 CPU와 RAM, 그래픽카드, 사운드카드, 모뎀, HDD와 SSD, ODD 그리고 각종 부품이나 장치들을 삽입할 수 있는 슬롯이 내장된 메인보드, 쿨링 용 팬 등이 있다. 키보드와 마우스, 프린터, 모니터, 스피커가 시스템에 포함되며 바코드 인식기, OMR, OCR, MICR, 조이스틱, 헤드셋 등을 추가할 수 있다.

### 운영 체제
운영 체제(OS; Operating System)란 원래 컴퓨터에서 일반적으로 이루어지는 반복적인 혹은 필요한 작동을 사람 대신 자동으로 해주기 위해 개발되었으며 보통 일반 프로그램이 돌아가기 위한 제반적인 것을 제어하거나 서비스를 제공하기 위해 존재한다.
주 목적은 주변기기와 프로그램 메모리, 그리고 사용자 권리를 제어하고, 파일을 관리하는 것 등이 기본이지만 기종에 따라 특별한 목적을 가진 프로그램을 같이 운영하기도 한다.
따라서 컴퓨터나 기종에 따라서 운영 체제가 다르며, 서로 운영 체제끼리 호환되지 않는 것이 보통이지만, 점점 발전하여 일부 기능은 서로 호환도 되게끔 프로그램을 짜는 것이 추세이다(크로스 플랫폼).
범용 운영 체제(윈도우, 유닉스, 리눅스 등)와 특별한 운영 체제(휴대 전화, MP3 플레이어 등의 전용 운영 체제 등)들이 있으며 요즘은 운영 체제에서 기본 서비스 밖에 별도의 프로그램 등을 따로 설치하여 그 영역에 대한 폭을 광범위하게 넓혀 나가고 있다.

### 저장 매체
컴퓨터 저장매체는 초기에는 우리가 흔히 아는 '비디오 테이프'에 저장을 했다.
하지만 점차 기술이 발전하며 HDD 하드디스크라는 저장 매체가 만들어지며 더 작은 크기에 더 많은 양의 정보를 담을 수 있게 되었다.
최근에는 SSD라는 플래시 메모리를 이용한 저장 매체도 나오고 있다.
SSD는 현재 대중화되어, 하드디스크 보다 빠른 속도로 각광받고 있으며, 대표적으로 64GB, 128GB, 256GB, 512GB 모델이 있다. 그리고 최근들어 1TB 모델도 나오고 있는 추세이다.

## 응용 분야
초기의 디지털 컴퓨터는 군사용으로서 야포의 탄도계산을 위해 설계되었으며, 로켓, 미사일, 핵무기 등을 설계하는 데 쓰였다. 컴퓨터의 성능이 좋아질수록 단시간에 처리할 수 있는 정보의 양도 많아졌으며, 이로 인해 컴퓨터를 이용해 빠른 결과를 얻을 수 있는 분야 역시 넓어졌다.

### 네트워크와 인터넷

#### 기원
1970년대에 미국 전역의 연구소들에 있는 컴퓨터들이 통신 기술을 통해 연결되기 시작했다. 이 작업은 ARPA의 후원을 받아 이루어졌으며 이 네트워크의 이름을 아파넷(ARPANET)이라 명명하였다. 아파넷의 토대가 된 기술은 꾸준히 발전하고, 학술기관 바깥으로 퍼져 나가서 인터넷이라 알려지게 되었다. 존 게이지(John Gage)와 썬 마이크로시스템즈의 빌 조이(Bill Joy)는 이를 “네트워크가 곧 컴퓨터가 되었다”고 표현하였다. 인터넷을 비롯한 네트워크의 발달로 운영 체제와 응용 프로그램들이 개인용 컴퓨터 바깥의 주변기기와 같은 다른 자원에도 접근할 수 있도록 변화되었다. 초기에 이런 설비에 접근할 수 있는 사람들은 한정되어 있었으나, 1990년대에 전자우편과 월드 와이드 웹 등의 확산과 더불어 이더넷(Ethernet)과 ADSL 같은 값싸고 빠른 네트워킹 기술이 개발되어 컴퓨터 네트워킹은 여러 나라에서 일상화되었으며, 휴대통신 기술과 결합하여 유비쿼터스(Ubiquitous)라는 신조어를 만들기도 했다.

#### 보안과 해킹
컴퓨터를 통해 제작된 콘텐츠나 컴퓨터를 이용한 콘텐츠를, 나쁜 뜻을 품은 제 3자가 해당 콘텐츠의 취약점을 찾아내어 자신의 이기적인 목적을 달성하는 것(원 저자의 의도하지 않은)을 크래킹이라고 하며 그것을 막는 행위를 보안이라고 한다. 크래킹의 예로, 네트워크의 보안 취약점을 공격하거나, 일부 전문가들의 단순한 자기 과시를 위한 바이러스의 유포 등 과거와는 달리, 현재에는 지워도 지워지지 않는 광고 팝업 창, 게임기의 정품 소프트웨어 인식 장치를 무력하게 하는 하드웨어, 키보드를 누를 때 생기는 전자파를 이용하여 해당 컴퓨터에 접속하지 않고도 바깥에서 암호를 알아내는 장치 등 소프트웨어적, 하드웨어적으로 넓은 범위로 확산되어 가고 있다.
참고로 해킹 행위가 불법인가 아닌가에 대한 것은 나라마다 다르며, 2004년 1월 이탈리아의 법원에서 모드 칩이 플레이스테이션 개발사인 소니의 독점을 막고 플레이스테이션2의 활용성을 더욱 높이려는 장치라 정의하고 사용자의 모드 칩 장착은 합법이라고 규정한 바가 있다.

### 엔터테인먼트
영화, 게임 등에서 흥미를 위한 도구로 이용된다.

### 디자인
비누곽, 컵 등에서부터, 자동차, 비행기, 건축물에 이르기까지 실로 다양한 방면의 사물을 디자인하기 위해 이용된다.

### 시뮬레이션
컴퓨터 성능의 발전과 함께 컴퓨터 그래픽스 (C.G.) 기술의 발전은 눈으로 확인하기 힘든 상황들을 컴퓨터에서 가상으로 진행해 볼 수 있게 했다. 대표적인 시뮬레이션으로는 원자와 전자의 위상, 기상 변화, 은하 간 충돌 등이 있으며, 실제로 경험하기엔 너무 위험하거나, 발생 확률이 극히 작아 경험하기 힘든 상황들이 주로 시뮬레이션 대상이 된다.
자연 과학 분야 중 원자, 전자, 쿼크 등으로 구성된 미립자계에서의 미립자간 충돌, 위상에 관한 연구에 주로 이용되었으며, 관측 시간 단위가 매우 큰 지질상태 변화를 적절한 시간 단위로 보여주거나, 항성, 은하, 블랙홀 등으로 구성된 우주 공간의 변화를 적절한 화면 크기로 보여주었다.

### 예술

#### 컴퓨터 작곡
음악을 작곡하는 데 기계를 사용하려는 발상은 최근에 생겨난 것은 아니다. 이미 17세기 런던에 살던 사무엘 피프스란 사람이 만든 작곡 기계가 지금도 케임브리지 대학에 남아 있다. 어쨌든 명령받은 대로 일을 하는 것은 컴퓨터에게 아주 쉬운 일이며, 작곡에 관한 원칙을 짜넣은 프로그램이 개발되어 있다. 또 프로그램의 일부를 바꿔 줌으로써, 그 때마다 다른 작품을 만들어 낼 수도 있다.
1955년에 처음으로 음악 작곡에 컴퓨터가 이용되었는데, 컴퓨터가 작곡한 음악은 인간이 작곡한 음악만큼 인기가 없었다. 그것은 아마 컴퓨터가 인간의 예술적 재능을 흉내낼 수 없기 때문이거나, 아니면 좋은 음악을 작곡시킬 만큼 세련된 프로그램이 아직 개발되지 않았기 때문일 것이다. 하지만 최근에는 컴퓨터를 이용한 작곡이 급증하고 있고, 새로운 기법을 도입한 신세대 음악가들에 의해 다양한 모습이 선보이고 있다.

#### 신시사이저
신시사이저는 연주용 키보드와 컴퓨터를 조합한 복잡한 전자 장치이다. 악음(樂音)은 3개의 서로 다른 상(相)으로 구성되어 있는데, 기음상(起音相)에서는 소리가 점점 강해지며, 그 뒤 얼마 동안 거의 일정한 상태로 머물다가 소음상(消音相)에서는 점점 작아져 간다. 이 3가지 상을 어떻게 거쳐가느냐 하는 것은 악기에 따라 각각 특징이 있으며, 이 점이 각각의 악기에 독자적인 음색을 주는 것이다. 신시사이저는 각각의 상을 개별적으로 조정하여, 여러 가지 악기와 닮은 소리를 만들어 낼 수 있다. 연주는 키보드를 통해 이루어지며, 컴퓨터가 만들어 내는 음악은 마치 연주자가 선택한 악기에서 울려오는 듯이 들린다.

#### 컴퓨터와 상업미술
예술이란 풍부한 상상력과 높은 기교에 의해서 새롭고 매력적인 것을 만들어 내는 과정이라고 할 수 있다. 현재 상업미술의 많은 분야에서는 컴퓨터의 도움을 받아 작품이 만들어지고 있다. 예를 들면 그래픽 디자이너는 작품의 안을 짤 때 컴퓨터를 이용하여 화면상에 러프 스케치를 그리고 색을 칠하고 선이나 문장을 자유로이 바꿀 수가 있다. 디자이너는 작업하는 동안 여러 가지 요소를 변화시켜, 필요하다면 그림 자체도 얼마든지 변경시켜 나간다. 만족스러운 것이 완성되었을 때, 혹은 작성 도중이라도 화면상의 작품을 인쇄할 수가 있다. 이 경우 별도의 프로그램에 의해, 화상을 이루고 있는 수치의 정보를 컬러 작도기(作圖器)를 움직이는 데 필요한 지령으로 변환시킨다. 옷감 디자이너도 이와 마찬가지 방법을 사용하여, 실제로 옷감을 짜지 않고도 어떠한 무늬의 옷감이 될 것인가를 수요자에게 보여 줄 수 있다. 수요자가 그 무늬에 만족하면, 컴퓨터는 방직기를 작동시키는 데 필요한 일련의 명령을 하고 자동적으로 그 무늬의 옷감을 짜낸다.

#### 컴퓨터와 설계 디자인
기술자는 상상력을 구사하여 목표했던 기능을 발휘하는, 새롭고 매력 있는 장치나 기계를 만들어 내기 위해 계산, 대체안의 검토, 해(解)의 분석과 제시 등을 필요로 한다. 컴퓨터 원용 설계(CAD)는 이러한 작업의 모든 측면에서 기술자를 돕는다. CAD 프로그램은 흔히 마우스를 써서 설계 내용을 컴퓨터에 입력한다. 프로그램은 설계자의 명령을 숫자로 변환하고 처리하여, 화면에 그 물건의 형태를 나타낸다. 물론 3차원의 입체적 화상으로서 표시하는 프로그램도 개발되어 있다. 이 화상은 원하는 대로 그 모양이나 기능에 의해서 명확한 이미지를 얻을 수 있다. 이 부분에서 목표에 이르면, 다음에는 실제로 제작하기 위한 상세한 도면과 부품목록을 만들게 된다. 여기에는 2차원의 프로그램을 쓰며, 데이터는 3차원 프로그램으로부터 입력하든가 설계자가 직접 입력한다. 많은 사업에서 제도판은 컴퓨터 원용 프로그램과 데스크톱 컴퓨터로 인해 완전히 밀려나고 말았다. 화면상에서 도면이 완성되면 다른 프로그램을 사용하여, 도면의 수치에 의한 표현을 프린터를 작동시키기 위한 지령으로 변환한다. 부품을 해석하고, 그 기능을 에측하기 위해서는 별도의 프로그램을 사용하는데, 구조물에 하중이 가해졌을 때의 변화를 계산하는 것 등이 그 예이다. 또 부품 내부의 열이나 전류의 흐름을 그림으로 나타내거나, 부품을 만드는 데 필요한 비용을 계산하는 프로그램도 있다. 여러 가지 CAD 시스템을 제조 기계와 결합시켜, 설계에서 제조까지 일관된 공정을 형성할 수도 있다. 이 방식을 도입하는 데는 높은 비용과 복잡한 과정이 필요하기 때문에 별로 채택되지 않지만, 기업으로서 성공하기 위해 이 방식이 필요한 산업도 있다. 그 좋은 예가 자동차 산업이다. 디자이너가 아이디어를 스케치하면 그로부터 상세한 도면이 만들어진다. 컴퓨터에서는 이미 사용되고 있는 부품·제조·가공·기계에 대한 지식을 이용하여 그 제품을 만드는 데 필요한 작업 프로그램을 만든다. 각각의 부품을 만드는 제조·가공 기계의 준비가 완료되면, 필요한 일련의 명령이 기계에 직접 전달된다. 그리고 모든 부품이 갖추어지면, 컴퓨터는 그 사실을 기술자에게 알리고 기술자는 조립 작업을 개시한다. 예전 같으면 완벽한 시제품이 만들어질 때까지 몇 번이고 시제품을 만들어 보고, 마음에 들지 않으면 깨뜨려 버리는 작업을 되풀이했다. 그러나 컴퓨터 원용 기술을 이용하면, 시제품의 수를 줄이고 제품 개발 비용을 낮출 수가 있다.

#### 컴퓨터 그래픽스
컴퓨터를 사용하면 실험을 통해 얻어진 측정치를 그림의 형태로 바꾸어 표시할 수가 있다. 이렇게 그림으로 나타내는 것이 길다란 수치의 나열보다 훨씬 이해하기 쉬운데, 이것도 컴퓨터 그래픽스의 하나이다. 예를 들면, 각 지방의 강우량이나 환자의 몸 각 부분을 통과한 X선의 강도 등이 하나의 지도로 표시된다. 컴퓨터 그래픽스를 이용하여 측정치를 표시할 경우, 같은 값은 같은 색으로 나타나며, 색깔로서 값의 차이를 표현하고 있다. 이와 같이 측정값을 여러 색의 화상으로 표현함으로써, 실제로는 눈에 보이지 않은 대상에 대해, 경우에 따라서는 그 움직임에까지 직관적인 이미지를 줄 수가 있다.

#### 인공위성과 컴퓨터 그래픽스
컴퓨터 그래픽스는 '랜드새트'와 같은 원격탐사 위성에서 촬영하여 보내온 지구의 모습을 나타내는 데도 이용된다. 이 인공위성은 여러 가지 파장의 빛을 사용하여 지구를 탐사하고, 지구로부터의 반사광의 강도를 전자적으로 기록하여 신호로써 보내오는데, 컴퓨터는 이 신호를 처리하여 채색 화상을 만든다. 보통의 사진에서는 촬영할 수 없는 것을 화상으로 만들 때에도 컴퓨터 그래픽스를 사용할 수가 있다. 예를 들면, 항성으로부터 오는 보이지 않는 전파의 강도를 측정하여 그 결과를 나타내거나, 레이다에 의한 비행기의 탐지, 일기 개황도 화면에 표시할 수 있다. 또한 수중 탐사의 음파 분석에도 컴퓨터를 사용한다. 물 위에 떠 있는 배로부터 아래를 향해 내보낸 음파의 반향의 강도를 측정하고, 그 결과를 해저지도로 표시한다. 이 방법으로 침몰한 배를 발견할 수도 있는데, 실제로 침몰한 타이타닉호를 발견하는 데에도 활용되었다.

#### 의학에서의 응용
병원에서는 환자 몸의 내부 영상을 얻기 위해 컴퓨터에 의한 화상 기술을 폭넓게 이용하고 있다. 어머니 태내에 있는 태아의 화상도 초음파와 컴퓨터를 이용하여 얻어진다. 의사는 그로써 태아가 정상으로 자라고 있는가를 진단할 수 있다. 인체에 함유되어 있는 화학 물질은 전자파를 이용한 핵자기공명 영상법(核磁氣共鳴映像法：NMRI)을 써서 조사할 수가 있다. 환자는 긴 원통 모양의 자석 속에 눕는다. 자장 속에서 원하는 각각 특정 주파수의 전자파를 흡수하므로, 몸 안에 있는 각각의 원자의 농도를 측정할 수가 있으며, 그 데이터를 컴퓨터를 이용하여 화상으로 만들어 내고 있는 것이다. 또 하나의 효과적인 영상법은 CT스캐너이다. CT스캐너는 X선원으로부터 방사상으로 발사한 X선을 환자 몸 안에 통과시킨 뒤 측정한다. X선원을 회전시킴으로써 인체의 단면을 여러 각도에서 볼 수가 있으며, 컴퓨터는 이것을 통해 완전한 화상을 만들어 낸다.

#### 텔레비전 방송
텔레비전 방송에서도 컴퓨터는 중요한 역할을 맡고 있다. 최근의 텔레비전 방송에서 많이 볼 수 있는 것으로 컴퓨터 그래픽이 있다. 컴퓨터 그래픽은 여러 가지 수치 자료를 그림과 도표를 바꾸어 표시하는 것으로, 점·선·원·타원·문자 등을 표시하며 그림과 도표, 문자 등을 크게 확대, 축소할 수 있다. 또한 위치를 움직이거나 회전시킬 수 있다. 그리고 다른 화면과 겹쳐서 문자, 그림, 도표 등을 나타낼 수 있고, 물체의 입체적인 모습으로 나타낼 수 있다. 또한 글자, 그림, 도표 등의 색깔을 자유롭게 변환시킬 수 있다. 컴퓨터 그래픽은 이 밖에도 여러 가지 기능이 있어 시청자에게 보다 재미있고 알기 쉬운 그림과 도표를 보여주고 있다.

## 컴퓨터 직종과 학문분야
현대 사회에서 많은 직업군이 컴퓨터를 사용한다. 컴퓨터에 대한 연구, 프로그래밍, 활용 기술을 전문으로 하는 직종과 학과는 꾸준히 발전해왔다. 각 직종에 대한 전문 용어들은 계속 바뀌고 새로운 분야가 생겨나고 있다. 주요한 학문 분야는 다음과 같다:
- 컴퓨터 과학은 효율적인 알고리즘을 개발하는 등, 연산에 관련된 과정을 연구하는 학문이다. 전산학은 컴퓨터를 사용함으로써 문제들을 해결할 수 있는지, 어떻게 효과적으로 문제를 풀 수 있는지에 대한 답을 찾는다. 새로운 컴퓨터를 어떻게 디자인할까 연구하기도 한다.
- 소프트웨어 공학은 믿을 수 있는 소프트웨어 시스템을 개발하며, 개발에 드는 시간과 비용을 계산하고 줄이는 방법을 연구하여 실행한다.
- 정보 시스템은 사업체를 비롯한 다양한 조직 환경에서 컴퓨터 시스템 활용에 초점을 맞춘다.
- 다른 분야와 컴퓨터를 잇는 학문 분야가 많이 생겨나고 있다. 한 가지 예로 컴퓨터 기술을 응용해 지리 정보에 관한 문제를 처리하는 지리정보시스템 전문가를 들 수 있다.

## 컴퓨터의 부품
본체
- 메인보드
- 칩셋(노스브릿지 - (사우스 브릿지나 CPU에 통합됨), 사우스브릿지)
- 바이오스 플래시칩
- CPU(중앙처리장치)
- RAM
- 그래픽카드
- 사운드카드(대부분 메인보드에 내장)
- 전원 공급장치
- 쿨러
- 하드디스크
- ODD(선택사항)
- TV 수신카드(선택사양)

외부기기
- 모니터
- 마우스
- 키보드
- 프린터
- 스캐너
- 공유기, 모뎀
- LAN
- USB
- 플래시 메모리
- 외장형 TV 수신카드(선택사양, 대부분 USB)

## 보존 및 소장
컴퓨터는 되게 오래 사용하지는 않는다. 컴퓨터는 역사적인 가치나 공을 들인 컴퓨터 등이 보존되고 또한 보기 힘든 아날로그 방식의 컴퓨터가 자주 보존된다. 대한민국에서는 대부분 금성사(현 LG전자)의 패미콤 마이티 아니면 삼성전자의 SPC-1000등 구형 아날로그 컴퓨터 등이 보존처리되고 소장자도 기업역사관 아니면 박물관 등이 해당된다.

## 같이 보기
- 휴대폰
- 인터넷
- 정보화 사회
- PC
- PC 게임
- 멀티태스킹
- 프로그래밍 언어
- 슈퍼컴퓨터
- 마이크로프로세서
- 노트북
- 컴퓨터 과학
- 컴퓨터 바이러스
- 컴퓨터 클러스터
- 컴퓨터 지원 설계
- 컴퓨터 보안
- 컴퓨터의 역사
- 컴퓨터 네트워크
- 컴퓨터 프로그래밍
- 컴퓨터 모니터
- 컴퓨터 포렌식
- 컴퓨터 활용능력
- 컴퓨터 과학자 목록
- 컴퓨터 글꼴
- 컴퓨터 구조